# Hnúšťa

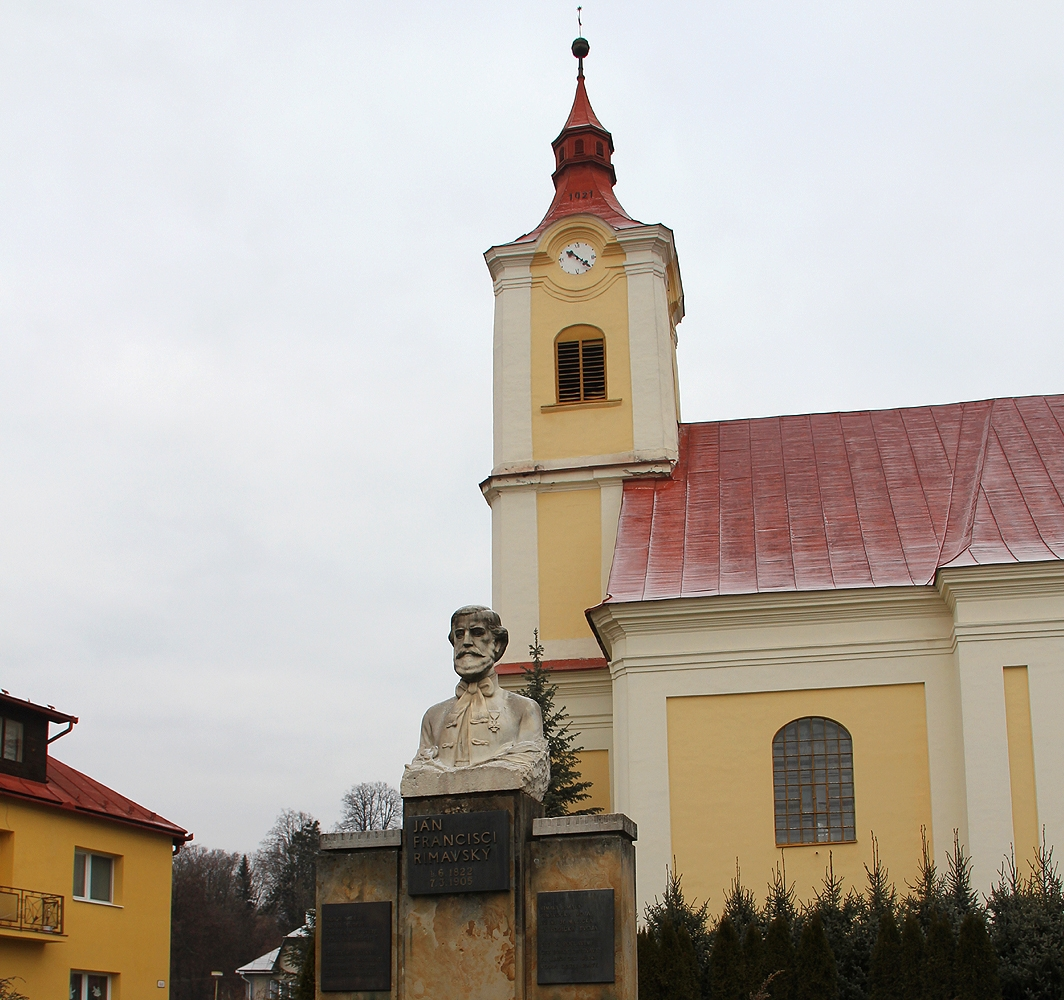

Hnúšťa este un oraș din Slovacia. Localitatea se află la altitudinea de 298 m deasupra n.m., se întinde pe o suprafață de 68,05 km2 și în 2017 număra 7490 de locuitori.

## Istoric
Localitatea Hnúšťa este atestată documentar din 1334.

## Demografie
| An:                | 1994 | 2004   | 2014   | 2024    |
| ------------------ | ---- | ------ | ------ | ------- |
| Număr de persoane: | 7455 | 7558   | 7676   | 6436    |
| Diferență:         |      | +1,38% | +1,56% | −16,15% |

| An:                | 2023 | 2024   |
| ------------------ | ---- | ------ |
| Număr de persoane: | 6504 | 6436   |
| Diferență:         |      | −1,04% |